# قائمة شخصيات فايري تايل
فايري تايل (باليابانية: フェアリーテイル) و(بالإنجليزية: Fairy Tail)‏ و (بالعربية: ذيل الجنية)، هو اسم سلسلة مانغا من تأليف ورسم هيرو ماشيما نشرت في مجلة شونن ماغازين الأسبوعية، ولها مسلسل أنمي عرض في قناة تلفزيون طوكيو في اليابان. كل سبت الساعة 10:30 صباحا. تم نشره في مجلة ويكلي شونين منذ 2 أغسطس 2006 إلى 26 يوليو 2017 ولقد تم نشر بواسطة كودانشا في 63 مجلدا تانكوبون. صدر أول مجلد في 15 ديسمبر 2006 والمجلد ال63 والأخير صدر يوم 26 ديسمبر 2017. تدور الاحداث عن مغامارات فتاة اسمها لوسي هارتفيليا بعد انضمامها إلى نقابة فيري تيل بواسطة فتى اسمه ناتسو دراغنيل الذي يبحث عن تنينه إجنيل.
في عام 2009 أصبح فيري تيل سلسلة تلفيزيونية (أنمي) بواسطة A-1 Pictures وSatelight. انتهت السلسلة في 26 مارس 2016 بواقع موسمين.
وفي يوم الجمعة الواحد والعشرون من يوليو 2017 أعلن هيرو ماشيما على حسابه في تويتر أن الموسم الثالث من الأنمي قادم في 2018،والذي تم تحديده لاحقا للبث في الخريف من نفس السنة. 

## نقابة فيري تيل
- ناتسو دراغنيل المعروف باسم السلامندر وهو قاتل التنين النار سحره النار أي انه يستطيع استخدام النار كالتنانين ويمكنه اكلها لزياده طاقته، ناتسو يحب القتال والمشاجرات كثيرا يجد فيها متعته فهو دائم الشجار مع غراي وكلما شاهد أحد قوي يطلب منه القتال وهو لا ييأس ابدا، ناتسو يعاني من مشكله مع وسائل النقل كباقي قتلة التنانين، تربى ناتسو على يد اغنيل وهو تنين النار الذي اختفى في 777/7/7 بدون اعلام ناتسو.بعد اختفاء التنين انظم ناتسو إلى فيري تيل. هدف ناتسو هو ايجاد اغينيل.ناتسو يريد ان يصبح قوي وان يكون أحد أعضاء الرتبة s اقوى سحره في النقابة. صديقه المفضل هو هابي القط الأزرق الذي وجده عندما كان صغيرا، لقد اعتنى به هو وليسانا.ليسانا هي أحد أعضاء فيري تيل ولقد ماتت عندما ذهبت في مهمة مع اختها.التقى بلوسي عندما كان يبحث عن اغنيل، انقذها من شخص كان يدعي بأنه السلاماندر وبعدها اخذها إلى فيري تيل انظمت لوسي إلى الفريق الخاص به هو وهابي وبعدها انظم اليهم غراي وايرزا.دوما يدخل إلى بيت لوسي من النافذة من دون علمها. انجزوا الكثير من المهمات ولقد سرق هابي مهمه من الاس كلاس وذهبوا اليها بدون علم أحد.لقد ذهب إلى ايدولاس العالم الموازي مع ويندي شارلز وهابي. وجدوا نقابتهم وأيضا ليسانا التي ماتت منذ زمن لقد وجدو كل أعضاء نقابتهم ولكن كانوا الشبيهون لعالمهم. شبيه ناتسو لن يكن لة مشكلة مع وسائل النقل ولكن عدما يخرج منها يصبح خائف وضعيف، شبيهت لوسي تحب ضربة ناتسو. ثم التقوا بلوسي وايرزا وغراي الحقيقيين.في أيدولاس كان يريد ان ينقذ اصدقائه الذين كانوا متحولين إلى لاكريما قبل ان يتحولوا إلى طاقة من السحر. استطاعو انقاذ اصدقائهم وعالم أيدولاس من الدمار والرجاع لي عالمهم.ناتسو كان أحد الاعضاء المختارين لمسابقة الرتبة s وشريكة كان هابي. غيلدارتس انقذ ناتسو في صغره من وحش كان يهاجمه هو وليسانا وأيضا كان الشخص الذي كان يجب ان يغلبه لينتقل للمستواه التالي في مسابقة الاس كلاس. لن يستطع التغلب عليه ولكن سمح له غيلدارتس بالذهاب بعد معرفته بأن الخوف ليس عيبا بل شيء مهم لكي نعرف نقاط ضعفنا والتغلب عليها. كان ناتسو في فريق فيري تيل A المشارك في مسابقة اقوى نقابة، أول اختبار كان عبور القطار وواجه به صعوبة كبيرة ولكن استطاع الحصول على نقطة واحدة الاختبار الثاني كان منافسة ستينغ وروغ من سايبرتوث، لقد دفع غاجيل إلى كهف لكي يقاتلهما وحده وتغلب عليهم بمفرده. لم يكن مشارك في فريق فيري تيل من اجل انقاذ لوسي، بعد خروجهم من متاهه الموت التقوا لوسي المستقبل وروغ الذي أيضا كان قادم من المستقبل. وعد ناتسو لوسي المستقبل بان يغييروا المستقبل بعد ان ماتت بسبب روغ. تقاتل ناتسو مع روغ ولك لم يستطع التغلب علية ولقد انقذته اولتيار من هجمت روغ.
- لوسي هارتفيليا عمرها 17 وهي ابنة اغني عائله في مملكة فيوري وقد هربت من منزل اسرتها وهذا لانها لم تحب العيش هناك.ابيها هو جودو هارتفيليا هو لا يفكر الا في المال ولا يسمح لها بأن تصبح ساحرة لكي تورث ممتلكات هارتفيليا، لذالك كانت لوسي تكرهه.لقد ماتت امها لايلا عندما كانت صغيرة التي كانت تحبها كثيرا ولقد تعقدت كثيرا بعد وفاتها. ليس لديها اخوات وابيها لا يهتم بها لذالك كانت تحس نفسها وحيده.عندما كبرت هربت من منزلها لكي تصبح ساحرة في نقابة فيري تيل. التقت بناتسو الذي اوصلها إلى النقابة فيري تيل (ذيل الجني)هي ساحرة سماويه أي يمكنها استدعاء الارواح لتقاتل عنها وهي تعامل ارواحها كأصدقاء علي عكس معظم السحرة السماوين. حلمها هو ان تجمع المفاتيح الذهبية وعددها 12 مفتاح. لدى لوسي حركة تحبها كثيرا وهي ركلة لوسي أي تهاجم الخصم بركلتها على وجهه.انضمت إلى فريق ناتسو ساحر النار (قاتل تنين) وهابي القط الأزرق الطائر وبعدها انظم اليهم ساحر الجليد غراي فولبستر وإيرزا سكارليت. دائما يدخلون إلى منزلها بدون علمها.لن يكن أحد يعلم بأنها واحده من اغنى العائلات في المملكة، فهي كانت تسكن في بيت رخيص وتعمل لكي تسدد اجرته. لقد علمت النقابة بأمرها بعد قضية الفانتوم لورد الذي دمرو فيري تيل من اجل ان يحصلو على اموال لوسي.غاجيل ريدفوكس كان من أكثر الناس الذين قامة بأذية لوسي وهو أيضا قاتل تنين.لقد خالفت القانون فيري تيل هي وناتسو وغراي بلذهاب إلى مهمة من فئة ألرتبه s .أنقذت لوكي عندما كاد ان يختفي بعد ثلاث سنوات من عدم دخوله إلى عالم الارواح السماويه.انقذته بأستدعائها لملك الارواح السماوية وبعدها أصبحت مالكته.كان لديها 3 مفاتيح للارواح سماوية واستطاعت ان تجمع الكثير من الاروح السماوية من المهمات الذي تذهب اليها. لقد حصت على فارغو في مهمتها الأولى الذي كانت احراق كثاب اسمه داي بريك (DAY BREAK).كانت لوسي، ايرزا، غراي، ناتسو، هابي وبعض أعضاء المنظمات الثانيا بي الاتحاد لكي يهزمو نقابه سوداء قوية اسمها اوراشيون سيس. حصلت لوسي على سكوربيون وجيميني عندما هزمت أنجيلا وهي أحد اعظاء الاوراشيون سيس. وحصلت على كابريكورن عندما كانت في جزيرة تينروجيما. كانت شريكة لي كانا البيرونا في مسابقة ألرتبه اس ذهبت إلى أيدولاس وكانت أول وحدة تجد ناتسو وويندي كانت الوحيدة التي تستطيع استخدام السحر بسبب عقار الذي قد حصلت علية من ميستوغان شبيهتها تحب الشجار والتصرفات الصبيانية، انها شديدة الشجار مع ليفي.ولكنها لديها بعض الاشياء المتشاركة بينها وبين لوسي الارضيه ذهبت لوسي لجزيرة تينروجيما لكي تساعد كانا للصعود إلى الرتبة اس وان تفصح لغيلدارتس بأنها أبنته.عندما كانو في الجزيرة هاجمتهم نقابة اسمها جريمو هارت وبعد ان وصلت النقابة إلى زيريف ساحر الظلام الاسطوري فاستدعا تنين اسمه اكنولوغيا ودمر الجزيرة باكملها بسبب مافيس الماستر الأول لفيري تيل استطاعت تجميدهم ولكن التجميد انفتح بعد سبع سنين. عندما رجعت لوسي لكي تلتقي بوالدها فعلمت بأنه قد مات منذ شهر. لقد تراكم اجار المنزل بالسبع سنوات الماضية ولكن كان ابيها يبعث لها هدية عيد ميلاد كل سنة. بعد فترة اتت فتاة اسمها ميشيل تندعي بأنها قريبة لوسي وجلبت معها تذكر مدعيه بأنه من ابيها. أصبحت تسكن في بيت لوسي وفرد من نقابة فيري تيل ولكن كانت جاسوسة من الاوراشيون سيس الجديدة. كانت تريد من لوسي جمع كل قطع الساعة لكي يعيش كل الناس في كابوس لا ينتهي وايضاً كانت تريد ان تأخذ لوسي لكي يعيشو معا إلى الابد. عندما احتجزو لوسي لكي تصبح جزء من الساعة علمت لوسي بأن ميشيل هي دميتها الذي اخذتها من اهلها في عيد ميلادها قبل وفاة امها. عندما ماتت امها تركت لوسي الجميع حتى الدمية ميشيل، نسيت لوسي الدمية في القبة وكانت الدمية ميشيل تنتظرها. عندما غابت لوسي السبع سنين وجدا برين 2 (ماستر نقابة الاوراشيون سيس) وحوالها لأنسان. استطاعت لوسي ان تتحرر من الساعة واحتفظت بالدمية في بيتها.اكتشفوا بأنه هنالك مسابقة تجرا كل سنة لتحديد اقوا نقابة في المملكة. شاركت فيري تيل ولوسي كانت أحد المشاركين، خاضت نزالاً مع فلير (أحد أعضاء نقابة ريفين تيل)الذي كادت لوسي ان تهزمها لولا أحد أعضاء النقابة استعمل سحره لكي يوقف سحر لوسي وكان هذا مخالف للقوانين. اخذت مباراة ثانيه مع مينيرفا أحد أعضاء نقابة سايبارتوث (اقوة نقابة في مملكة فيوري) ولقد ائذت لوسي كثيرا حتى جعلتها تبقى في المشفى وعدم مشاركتها في المسابقة ولكن استطاعو الحصول على نقاط. اميرة فيوري كانت تختط لي فتح بوابة لكي يرجعو إلى الماضي ويقضو على زيريف قبل ان يصبح اقوا. كانو يحتاجون إلى طاقة الارواح السماوية لذالك احتجزو لوسي ويوكينو أحد أعضاء فريق السيبارتوث لكي يفتحو البوابة. هاذه العملية تسمى بأيكليبس. ذهبا ناتسو، ميرا، ويندي، هابي وشارلز لكي ينقذوا لوسي ولكن الاميرة وضعتهم في متاهة الموت الذي لا يستطيع أحد ان يخرج منها. عندما كادو ان يخرجو وجدوا فتاة واقفة كانت لوسي الثانية، لوسي من المستقبل، كانت تحذرهم من المستقبل. لوسي المستقبل استخدمت البوابة لكي تغير المستقبل، المستقبل الذي قد اتى فيه 10000 تنين ودمر العالم.

لقد كان هنالك شخص اخر قادم من المستقبل وهو روغ، روغ الذي تلاعب سحر زيريف في عقله. يدعي بأنه قد اتى من اجل انقاذ المستقبل لكن هدفه هو ان يصبح ملك التنانين، التنانين التي ستعبر من البوابة. كان يريد ان يقضي على لوسي لاًنها الوحيدة التي يمكنها اغلاق البوابة لكي لا تعبر التنانين. عندما هاجمها استطاعت لوسي المستقبل ان تحمي لوسي وماتت، قالت لوسي المستقبل لهم باًن يحموا المستقبل ولقد وعدها ناتسو بذالك. لم يكن أحد يعلم بأمر التنانين التي ستعبر من بوابة الاُكليبس 2 فلقد كذب عليهم روغ بقوله باًن خطة الاُكليبس 2 ستقضي على التنانين. لقد ذهبت لوسي مع ويندي، هابي، ليلي وشارلز إلى مكان الاميرة الذي كانت تفتح البوابة. عندما فتحت البوابة ذهبت لوسي لكي تغلقها فلقد علمت لوسي باًمر التنانين، استطاعت تسكير البوابة بمساعدة يوكينو باستخدام مفاتيح زودياك الثناعشر ولكن بعد عبور سبع تنانين.
- غراي فولبستر عمره 18 عاما وساحر يستخدم الجليد وهو من ابرع السحرة في فيري تيل ويعتير ناتسو منافسه الأول وهما دائما في حالة شجار وقد تعلم سحره الجليد عن طريق معلمته اور. فقد اهله بسبب وحش اسمه ديليورا أحد اشباح زيريف. لقد تعلم استخدام السحر لكي يقضي على ديليورا.عندما ذهب لكي يقضي على ديليورا اوقفته اور وجمدت ديليورا بصدفة التجميد. من يستخدم صدفة التجميد يجمد الخصم والشخص نفسه.اور ضحت بحياتها من اجل ان تختم الظلام الذي بداخل غراي.تلميذ اور الأول ظن ان اور ماتت بسبب غراي.لقد التقى غراي بليون مرة أخرى بعد عشر سنين عندما ذهب لكي يرجع ناتسو، لوسي وهابي بعدما ذهبا لي مهمة من الاس كلاس. عندما وجدهم ذهبا معهم إلى المهمة جزيرة جالونا. في الجزيرة التقى بليون الذي كان يريد إعادة احياء ديليورا لكي يحقق حلمه الذي كان التغلب على اور. كان يريد ان يهزم الوحش الذي لم تهزمه اور. استطاع غراي ان يهزم ليون وعندما اعيد احيا ديليورا اكتشفو بأنه قد مات وهو متجمد.في نفس فريق ليون كان هنالك فتاة متنكرة بشكل عجوز واسمهه اولتيار، انها ابنة اور ولكن لم يكن أحد يعلم بذلك.علم غراي بحقيقتها عندما كانو في جزيرة تنروجيما في اختبار الاس كلاس. كان أحد الاعضاء المختارين لمسابقة ألاس كلاس وشريكه كان لوكي، أحد الارواح الأثنان عشر مفتاح ذهبي. شبيهه في أيدولاس كان دوما يشعر بلبرد ويحب جوفيا كثيرا وهو ضعيف الشخصيا... كان أحد المشاركين في مسابقة اقوة نقابة في المملكة ولقد هزم من قبل روفوس وهو أحد أعضاء نقابة سايبارتوث. لقد تنازل معه مرة أخرى واستطاع هزيمته. لقد شارك فريقين من فيري تيل. غراي، ناتسو، لوسي، أيرزا، ويندي وأيلفمان كانوا في فريق فيري تيل ا. ميرا، جوفيا، غاجيل، لاكسسوس وجيلال المتنكر بشكل ميستوغان كانوا في فريق فيري تيل ب. وبعدما احتجزت لوسي قرر ان يدمجو الفريقين واصبحوا غراي، لاكسوس، غاجيل، جوفيا وأيرزا. في الختبار الاخير استطاع غراي ان يهزم ليون وشيليا بالاًتحاد مع جوفيا، فريق فيري تيل لقد فاز في المسابقة. بعد اخبار الملك للنقابات السحرية باًمر التنانين اخذت كل نقابة موقعها لكي تحمي المملكة بكل ما تملك ولكن كانت نقابة فيري تيل مليئة بلجرحى.
- إيرزا سكارليت عمرها 19 سنة وهي اقوي مراة في فيري تيل وتعرف باسم تيتانيا ملكة الفروسية. سحرها التبديل السلاح والدرع ولديها تبديلات كثير تناسب الموقف الذي تكون فيه، وهي من اقوى سحرة النقابة الs كلاس، لها ماضي مؤلم حيث فقدت فيها عينها اليمنى وتم صناعة عين اصطناعية لها. كانت مأسورة هي والكثير من الناس لكي يبنو برج السماء ويحيو زيريف، تعرفت على بعض الاصدقاء وواحد منهم هو جيلال. امسكوا بجيلال لأنه قد تمرد. عندما كان منحجز تكلمت اولتيار ابنة اور مدربة غراي مع جيلال، لقد كذبت علية بقول انها زيريف وجعلت الاشباح تدخل بداخلة. عندما ذهبت ايرزا لأنقاذ جيلال لكي يهربو من البرج لم يقبل ولقد ذهبت وحدها. قال جيلال لأصدقائها بأنها تخلت عنهم وقد هربت، اصبحوا اصدقائها يكرهونها. بعدها ذهبت إلى نقابة فيري تيل واصبحت واحدة من فئة الاس كلاس، كانت شديدة الشجار مع ميرا . عدمة كبرت التقت مجددا بجيلال في برج السماء بعد ان طلب جلب ايرزا إلى البرج لكي يستخدم قوتها لكي يحيي زيريف. ذهبا ناتسو والاخرين لأنقاذها واستطاع ناتسو القضاء على جيلال بعد ان قام سيمون بالتضحية بحياته (أحد اصدقاء أيرزا القدماء) من اجل انقاذ ايرزا. جيلال هو ايضاً أحد أعضاء المجلس وطلب منهم ان يطلقو الايتيريون على البرج وهو اقوى سلاح يمتلكه المجلس. ضحت أيرزا بحياتها لكي تصد الأيتيريون وضنت بأنها قد ماتت ولكن ناتسو قد انقذها وبئن جيلال هو من ضحا بحياته لكي يصد الأتيريون. في أيدولاس شبيهتها كانت أحد أعضاء المجلس وعدوا لفيري تيل. استطاعت أيرزا الارضية ان تهزمها بعد عناء...عندما كانوا يهاجمون الوراشيون سيس التقت مجددا بجيلال الذي ازالت ويندي بسحرها تأثير الايتيريون ولكن كان قد فقد ذاكرته.ولكن بعد ان هزموا الوراشيون سيس، المجلس الجديد قبضوا على جيلال لأنه قد خان المجلس. ذهبت أيرزا إلى جزيرة تينروجيما ولكن ليس كمشاركة ولكن كعائق للمشاركين، لن تكن لحالها وانما هي وميرا وجيلدارتس وان استطاع أحد المشاركين التغلب عليهم ينتقل إلى المرحلة التالية. جوفيا المشاركة وشريكتها ليسانا لم يستطيعو التغلب عليها. تجمدت أيرزا أيضا في الجزيرة وبعد عودتها بعد سبع سنين علمت بأن جيلال قد هرب من السجن. لقد شاركت في مسابقة اقوى نقابة في المملكة . استطاعت ان تفوز في معركتها الولى التي هزمت فيها 100 وحش. كانت في فريق فيري تيل ا وفيري تيل، استطاعت التغلب على مينيرفا في اخر مسابقة ولقد استطاعت فيري تيل الفوز. لقد ذهبت ايرزا مع النقابة لكي تحمي المملكة من التنانين برغم من جروحها البالغة.
- هابي عمره 6 سنين وهو قط ازرق اللون ويستطيع الكلام، يستخدم سحر ايرا وهو للطيران. وجده ناتسو وهو صغير وهو اعز رفيق له . انه أحد سكان الاكسيد أي هو من عالم ايدولاس العالم الموازي لعالمهم. يحب السمك كثير وكل ما يهمه في حياته هو السمك، دوما يحمل حقيبة في ظهره ويوجد فيها سمكة، انه شديد النسيان أو في بعض الاحيان يتضاهر بالنسيان. يحمل ناتسو والكثير من الاخرين عندما يكونوا في مأزق ولكن لا يستطيع حمل لوسي بسهولة لقوله بأنها ثقيلة .يحب ناتسو كثيرا وهو الشخس الذي أعتنى به . انه يتشاجر مع لوسي ولكنه يحبها وعندما ذهبت لمنزل ابيها كان هابي يبكي طوال الطريق بضنه انها لن ترجع إلى النقابة. يخاف من أيرزا مثل البقية وليس له مشكله مع غراي. هابي هو من سرق المهمة من فئة الأس كلاس بعد ان خطط مع ناتسو . يحب شارلز ودوما يلحقها ولكنها لا تعيره انتباه. عندما ذهب ألى أيدولاس ألتقى باًهله ولكنه لم يعرفهم . لقد فرح ناتسو وهابي كثيرا عندما رأوا ليسانا. سماه هابي عندما فقست بيضته، كان الجميع حزين ولكن عندما اتى اصبحا الجميع سعيدا. كان الجميع يضن بأنها بيضة تنين ولكن فاجئهم بكونه قط يطير، يتكلم ولونه ازرق. لقد ذهب مع ناتسو لاًنقاذ لوسي ولقد حزن كثيرا عندما ماتت لوسي المستقبل.
- ماكاروف عمره 88 سنة وهو ماستر الثالث لنقابة فيري تيل وهو من السحرة العشرة المقدسين .هو يكون جد لاكسس وأب ايفان ماستر نقابت الظلام ريفين تيل الذي طرده من النقابة فايري تيل بعدما قام باعمال سيئه .انه يكره المجلس السحري وهو دوما يكتب رسائل اعتذار على التدمير الذي سببوه أعضاء النقابة ويتظاهر بالنوم دائماً. انه يحب كثيرا أعضاء النقابة ويعتبرهم كابنائه ولا يسمح لاي أحد ان يأذيهم. عندما هاجمت نقابة الفانتوم النقابة لم يغضب ولكن عندما أئذو أعضاء النقابة قرر ان يذهبوا للمعركة . لدي سحر يسمى عدالات الجنيه (fairy law) وهو يستخدمه فقط عندما تتأذى النقابة واعضائها، فهذه الضربة تقضي على الخصم بعد ان يعد للثلاثة. انه يقول دوما عندما يكون أحد ابنائي حزينا الجميع يكون حزينا وعندما يكون أحد ابنائي سعيداً فهو سعادة الجميع وعندما يكون أحد يبكي فليبكي بقربنا فنحن دوما بجانبه. بعدما قام لاكسوس بانشاء حرب على النقابة لكي يكون الماستر الرابع طرده الماستر. إشارة الفيري تيل هي من صنع لاكسوس عندما كان صغيرة فقال لجده ماكاروف عندما لا تراني سأرفع يدي فهذه هي طريقة الرسالة .ذهب إلى جزيرة تينروجيما وكان ينتظرهم قرب قبر مايفيس بعد اعلامهم بالخطة. في كل سنة يجرى الاختبار في مكان مختلف وبمسابقات مختلفه، هذه السنة كانت في جزيرة تينروجيما الذي لا يموت أحد فيها إذا كان لديه علامة الفيري تيل. هذه السنة يجب على كل ثنائي ان يسلك طريق من اصل ثمن فرق وبعض منهم سيواجهون أيرزا، جيلدراتس أو ميراجان واربع طرق سيواجهون ثنائي من النقابة وطريق واحد وهو الطريق الذي لا يوجد فية قتال. والذي يستطيع الفوز يذهب إلى المرحلة الأخرى الذي يجب ان يهزموا وحش والوصول إلى قبر ميفيس. عندما كان ينتظرهم علم بأنه هنالك عدو شرير والعدو كان نقابة جريمور هارت وماستر النقابة هاديس وهو أيضا كان الماستر الثاني لفيري تيل . استطاعت فيري تيل ان يهزموها ولكن استدعى زيريف تنين اكنولوغيا ودمر الجزيرة. زيريف هو ساحر الظلام ألاسطوري وكان يسكن لسبب ما في جزيرة تينروجيما . زيريف هو الشخص الذي اتت نقابة جريمور هارت من أجله. بعد ان تدمرت الجزيرة اختفوا أعضاء النقابة ولكنهم لم يموتوا. وأنما كانت مايفيس الماستر الأول قد جمدتهم لكي لا يتأثروا بضربة التنين ولقد اخفت الجزيرة لكي لا يعلم أحد قبل ان يزول التجمد .بهذه السبع سنين الذي اختفوا فيها أصبح ماكاو الماستر الرابع وايضا أصبحت اضعف نقابة في مملكة فيوري. بعد رجوعهم ماكاروف لم يصبح الماستر لكونه قد ارتاح ولكن كان يجري بعض القرارات. بعدها تكلم مع جيلدارتس لكي يصبح الماستر الخامس ولقد قال له عن سر لا يعلمه إلى الماستر. ولكن جيلدراتس قد هرب بتركه رسالة لا اريد ان أصبح الماستر ولكن لدي قرارين واحد ان يرجع لاكسوس إلى النقابة وان يصبح ماكاروف الماستر السادس . بعد ان قرروا الذهاب إلى مسابقة اقوى نقابة في المملكة استطاع ان يشارك فريقين من نقابته بعد قرائته للقوانين. بعد اندماج الفريقين استطاع فريق فيري تيل بالفوز في المسابقة، ولكن بعدها ذهبوا لكي ياًخذوا مكانهم من اجل حماية المملكة من التنانين بعد استماعهم إلى الملك.
- لاكسس عمره 23 سنة هو حفيد الماستر ماكاروف وابن ايفان وهو من اقوى السحرة في النقابة وهو أحد الS كلاس. سحره هو الصاعقة ولديه طاقة تنين الصاعقة التي زرعها بداخله والده ايفان . لاكسوس هو من صنع علامة فيري تيل عندما كان صغيرا لكي يستطيع جدة ماكاروف رؤيته . لقد شن حرب على فيري تيل لكي يتخلى الماستر عن مقعده ويسلمه اليه. استطاعات فيري تيل هزيمته ولفد طرده الماستر من النقابة. في جزيرة تينروجيما عندما كان ناتسو والاخرين في مأزق كبير انقذهم لاكسوس وتجمد بعدها مع اصدقائه الاخرين. بعد مرور سبع سنين عاد لاكسوس إلى النقابة بأمر من الماستر الخامس جيلدراتس. كان لاكسوس أحد أعضاء فريق فيري تيل وفيري تيل ب في مسابقة اقوى نقابة في فيوري . استطاع ان يغلب نقابة ريفين تيل بأكملها الذي كان ابيه واحد منهم واستطاع هزيمة جورا أحد العشر سحرة المقدسين .
- ماكاو عمره كان 36 واصبح الماستر الرابع عندما اختفى الماستر والاخرين. لديه ابن اسمه روميو ويحبة كثيرا. لم يكن في جزيرة تينروجيما أي انه أحد أعضاء النقابة الذي كانوا ينتظروا ماكاروف والاخرين. عندما رجعوا بعد اختفائهم لسبع سنين كان قد أصبح 43 عاما وكانت النقابة اضعف نقابة في مملكة فيوري. بقى الماستر الرابع ولكنة لم يكن يأخذ قرارات حتى أصبح جيلدراتس الماستر الخامس.
- إلفمان ستراوس عمرة 18 سنة وسحره هو التحول إلى وحش. لن يكن يستطيع ان يحول جسده بلكامل إلى وحش فقط بامكانه استخدام ذراعه اليمنى. لديه اختان ميراجين (ميرا) وليسانا التي سحبت إلى أيدولاس. عندما كان في مهمة ألاس كلاس مع اخواته كان يريد حمايتهم فتحول بأكمله إلى وحش ولم يكن يستطيع السيطرة على جسده فدفع اخته ليسانا بعيدا. ظنوا بأنها قد ماتت ولك لم يعرفوا بأنها قد سحبت إلى أيدولاس . تحول مجددا إلى وحش واستطاع السيطرة على جسدة عندما كان يقاتل أحد العناصر الاربع من الفانتوم لورد. كان أحد الاعضاء المرشحين لمسابقة الاس كلاس وشريكته كانت أيفرغرين، استطاعوا هزيمة ميراجين الشيطانة بعد قول أيفرغرين لها بأنهم سيتزوجوا . كانوا أول الاشخاص الذي التقوا بزيريف في الجزيرة. تجمد في الجزيرة لمدة سبع سنين ولكن لم يتأثر عليه سوى ان النقابة أصبحت ضعيفة وسحره قل فكان متجمد مع اخواته .
- لوكي (ليو) هو بالحقيقة روح سماويه روح الاسد. انه أحد أعضاء نقابة فيري تيل ولا أحد كان يعلم بحقيقته ويحب الفتيات . عاقبه ملك الارواح السماوية لقتله لمالكته، العقاب كان ان لا يرجع لعالم الارواح السماوية والارواح لا تستطيع العيش في العالم الحقيقي لمدة طويلة . لم يكن متعمد لقتلها فكان يريد حماية اخته ارياس من ضرب مالكتهما فقرر ان يعاقبها. ان يبقى في عالم الحقيقي إلى ان تفصل عقده وعقد ارياس منها ولكنها لم تقبل وذهبت إلى مهمة، لقد ماتت في المهمة لأنها لم تكن تستطيع استدعاء روحان. بعد ثلث سنين من عدم دخوله إلى عالم الارواح السماوية اختفت قواته وكاد ان يختفي ولكن استطاعت ان تنقذه لوسي بأستدعائها لملك الارواح فسمح له بالدخول لعالم الارواح السماوية واصبحت لوسي مالكته الجديدة. انه يحمي لوسي من كل شر وكان شريك غراي في مسابقة الاس كلاس. ساعد لوسي بالقتال في القصر الملكي من اجل الخروج من متاهة الموت. لقد تاًثر بموت لوسي المستقبل فاًخذ لوسي بعيدا عن روغ لكي يحميها.
- جوفيا لوكسر عمرها 17 وهي امرأة المطر سحرها الماء وهي متصله ب الماء أي مصنوعه منه. هي قويه جدا وهي من أحد العناصر الأربعة الاقوياء لنقابه فانتوم لورد ولكنها انضمت ل نقابة فايري تيل بعد رؤيتها لغراي . كانت دوما تمطر اين ما ذهبت وكان الجميع يعتبرها كئيبا رأت لأول مرة السماء بعد ما هزمها غراي . تحب غراي وتعتني به كثير . تظن بأن لوسي تحب غراي مثلها فعتبرتها منافسة للحب. غراي لا يهتم بمشاعر جوفيا له ولكنه ينقذها دوما وهذا ما يفرحها. في برج السماء استطاعت جوفيا الاتحاد مع لوسي للقضاء على شخص من اتباع جيلال. ولقد اتحددت مع غراي لايقاف تنين مصطنع الذي كان ناتسو محبوس بداخلة. جوفيا في أيدولاس لا تحب غراي وغراي هو من يحبها.كانت أحد الاعضاء المختارين لمسابقة الاس كلاس وشريكتها كانت ليسانا، لم ينجحوا باول تحدي فلقد هزمتهم أيرزا. لقد هزمت ميليدي من النقابة المظلمة جريمو هارت بقوة مشاعرها . لقد تجمدت لمدة سبع سنين وعندما عادت رأاها ليون واحبها. كانت في مسابقة اقوى نقابة في فيوري في فريق فيري تيل وفيري تيل ب. اتحدت جوفيا مع غراي لكي يهاجموا ليون وشيليا واستطاعوا هزيمهم.
- ميراجين ستراوس عمرها 19 عاما وسحرها التحول للشيطان وهي إحدى اقوى سحرة فيري تيل فهي من الS كلاس. أصبحت ظريفة ولطيفه بعكس شخصيتها الشريرة الشرسة عندما كانت صغيره السن. كانت في صراع دائم مع إيرزا، وهي شقيقة الفمان وليسانا. تغيرت شخصيتها بعدما ظنت بأن ليسانا قد ماتت وأصبحت ميرا اللطيفه. انها جميله فهي عارضة ازياء واثاره للنقابة ولها صوت رائع . بعد موت اختها لم تقاتل ميرا ولكنها قاتلت مجددا عندما كان اخيها يتعذب فتحولت إلى شيطانة لأنقاذه. ميرا التي في أيدولاس كان لديها نفس شخصيات ميرا الحقيقيه ميرا لديها أكثر من شيطان واحد في داخلها وكانت في جزيرة تينروجيما. استطاع أيلفمان وأيفيرغرين هزيمتها بعد القول لها بأنهم سيتجاوزوا. بعد مرور سبع سنين كانت أحد الاعضاء المشاركين في اقوة نقابة في فيوري، في فريق فيري تيل ب.
- ليسانا ستراوس عمرها 17 عاما وسحرها التحول الي اشكال الحيوانات القوية وهي قويه. تحب ناتسو وكان حلمها وهي صغيره الزواج به، هي الشقيقة الصغرا ل ميراجين والفمان . قبل انضمام لوسي إلى فيري تيل بسنتين خرجت ليسانا في مهم من نوع الs كلاس مع ميرا والفمان للقضاء على ملك الوحوش . كانوا في خطر فتحوال ايلفمال إلى وحش لكي يحميهم ولكن لا يستطيع السيطرة على جسده بالتحول الكامل. فدفع ليسانا وسحبت إلى أيدولاس، ولكنهم ضنوا بأنها قد ماتت. لقد وجدت فيري تيل في عالم أيدولاس ووجدت ميرا وأيلفمان، كانت ليسانا من أيدولاس قد ماتت ولذالك عندما رأوا ليسانا الحقيقية كانوا يبكوا ويهتمون بها. لذالك لم تستطع القول لهم عن حقيقتها وتعايشت معهم، عندما رأت ناتسو الحقيقي بعد مرور سنتين لم تكن تستطيع الكلام . لقد سحبت هي أيضا مع رفاقها للعالمها الحقيقي عندما فتح ثقب الانيما لاخر مرة، كانت ميرا وأيلفمان يعرفوا بحقيقتها منذ زمن ولكن لم يستطيعوا اخبارها.كانت في جزيرة تينروجيما كشريكة لجوفيا لكنهم قد هزموا من قبل أيرزا.
- كانا ألفيرونا عمرها 18 عاما وسحرها البطاقات ومعرفة المستقبل عن طريق البطاقات ولديها ظربة fairy glitter القوية. لقد ترشحت لمسابقة ألاس كلاس لاربع مرات ولكنها لم تنجح، كانت تريد الصعود إلى الاس كلاس من اجل اخبار والدها جيلدارتس عن حقيقتها. ابيها هو جيلدارتس ولكنه لم يكن يعرف، قبل وفاة امها قالت لها من هو ابيها فوجدته في فيري تيل، كانت تريد ان تخبره بحقيقتها منذ صغرها ولكنه كان دوما يذهب إلى مهمات طويلة . ترشحت لخامس مرة لمسابقة ألاس كلاس وكانت شريكتها لوسي بعد وعدها لها بأنها ستساعدها لتصبح في الاس كلاس. في جزيرة تينروجيما كان خصمهم فريد وبيكسلو واستطاعوا هزيمهم، كان هنالك لغز للوصول إلى قبر مايفيس واستطاعت لوسي حله ولكن بعد هجومم نقابة جريمو هارت. لقد نومت كانا لوسي وذهبت إلى القبر وقد اعطتها مايفيس سلاح قوي اسمه fairy glitter. اعترفت كانا لجيلدارتس بانه والدها وبعد مرور سبع سنوات كانت أحد الاعضاء المشاركين في مسابقة اقوى نقابة في فيوري في فيري تيل ب . استطاعت ان تفوز في مصابقة بعد استخدامها لfairy glitter.
- غاجيل ريدفوكس هو قاتل تنين تماما مثل ناتسو ولكن سحره الحديد فهو قاتل تنين الحديد. تزداد قوته عند اكل الحديد، كان أحد أعضاء نقابة المظلمة فانتوم لورد، ولكن انضم بعدها لنقابة فايري تيل وكان جاسوس على نقابة ريفن تيل، نقابة الظلام على أنه معهم وانه يكره فايري تيل . اختفى تنين الحديد ميتاليكانا، التنين الذي علم غاجيل سحره ورباه في 777/7/7 مثل أيغنيل . لقد ائذا لوسي كثيرا عندما كانت محتجزا عند الفانتوم لورد ولقد استطاع ناتسو هزيمته . انضم غاجيل لفيري تيل وهو يحب الغناء ولكن صوته ليس جميلا. لم يكن محتجزا في أيدولاس مثل الاخرين وهو من استطاع تحرير غراي وأيرزا من ألاكريما. التقى بغاجيل من أيدولاس وكان يحبه كثيرا فلديهم الكثير من الصفات مشتركة مثل حب الغناء وجمع المعلومات والتجسس. كان يريد ان يجد قط يتكلم ويطير مثل هابي وشارلز ولقد وجده في دولاس، انه ليلي وكان أحد أعضاء المجلس ومن سكان أليكسيد. عندما رجعوا إلى الأرض أصبح ليلي قط غاجيل . كان شريك ليفي في مسابقة ألاس كلاس وكانوا الثنائي المحظوظ الذي لم يقاتلوا احدا. بعد مرور سبع سنين كان أحد المشاركين في مسابقة اقوة نقابة في فريق فيري تيل ب وفيري تيل.لقد دفعه ناتسو إلى كهف عندما كانوا يقاتلون ستينغ وروغ فاًكتشف عندها مقبرة التنانين .استطاع مقاتلة روغ مجددا ولقد هزمه بعد اكله للظل الشرير الذي كانت تسيطر على روغ.
- بانزار ليلي هو قط تماما مثل هابي يطير ولكنه يمكنه تكبير جسده والمحارب بالسيف بكل مهارة وهو قط غاجيل . هو أحد سكان الايكسيد وكان أحد أعضاء المجلس السحري في أيدولاس . يحب ميستوغان كثيرا وهو رفيقه من عندما كان صغارا، عندما رجع ليلي إلى العالم الحقيقي أصبح أحد أعضاء نقابة فيري تيل وقط غاجيل. يحب مبارزة أيرزا بلسيف والتجسس مع غاجيل. لم يكن مشارك في مسابقة الاس كلاس ولكنه ذهب مع شارلز إلى جزيرة تينروجيما لكي يحموا ويندي عندما تكون في خطر.
- ليفي مكاجاردين عمرها 17 عاما تضع علامة الفيري تيل في كتفها الأيسر . سحرها هو الكتابة الصلبة فهي تستطيع تحويل الكلمات الي مواد حقيقية مثل النار والحديد الخ . وهي في فريق مع جيت ودوري وقد كونت أيضا فريقا مع غاجيل عندما كانو في جزيرة تينروجيما لاختبار الساحر من رتبة S . وهي فتاة يتيمة كانت منبوذة في صغرها بسبب قصر قامتها وصغر حجمها ومع مرور الوقت وقع جيت ودوري في حبها وأصبحت ذات شعبية أفضل . هي صديقة لوسي وتحب قراءة رواياتها فهي تحب قراءة الكتب والموسوعات .
- ويندي مارفيل عمرها 12 عاما وهي القاتل التنين تماما مثل ناتسو وغاجيل ولكن سحرها الهواء يمكنها أكل الهواء، ويمكن بسحرها أن تشفي الناس من أخطر الإصابات حتى تلك التي تسببها التنين. ويندي قويه جدا وهي ذات منظر بريء وهي صغيره السن. هدفها ان تجد جرانديني تنينه الهواء التي ربتها وقد اختفا في 777/7/7 . بعد اختفاء التنين لم تعرف اين تذهب ولقد التقت بميستوغان الذي كان يساعدها، كان هدف ميستوغان ان يغلق كل ثقوب الانيما ولقد وجد الامر خطيرا على ويندي. لفد اخذها إلى نقابة اسمها كيت شيلتار ولكنها كانت وهمية فالشخص الحقيقي منهم هي ويندي. التقت بشارلز وأصبحت اعز صديقة لها. التقت بناتسو والاخرين عندما بعثت لكي تقاتل الاوراشيون سيس وكانت وحدها، بعد ان رجعت من المهمة اكتشفت بأن نقابتها وهمية. بعدها انظمت إلى نقابة فيري تيل، ذهبت مع ناتسو إلى أيدولاس. ويندي في أيدولاس كبيرة السن وليست حيوية مثل ويندي الارضيه. لقد ذهبت إلى جزيرة تينروجيما كشريكة لميستو أحد أعضاء المجلس، لقد اوهمهم بأنه كان في النقابة منذ زمن بي وساطة سحره. بعد مرور سبع سنين كانت أحد أعضاء المشاركين بمسابقة اقوى نقابة في فريق فيري تيل ا، ولكن نقابة ريفين تيل ائذوها وخبئوها. بعد ان وجدوها وشفيت تبارزت مع شيليا من نقابة لاميا سكيل وقد تعادلت . لقد ذهبت مع ناتسو وميرا لأنقاذ لوسي ولقد بذلت الكثير من قوتها.
- شالولو عمرها 6 سنين هي قطه مثل هابي تطير ولديها القدرة على رؤية المستقبل وهي قريبه جدا من ويندي وتحاول حماية ويندي من كل خطر . هي أحد سكان الأكسيد ولقد وجدتها ويندي عندما كانت صغيرا. ذهبت هي وويندي، ناتسو وهابي إلى أيدولاس ولقد ارشدتهم إلى مكان خاطئ عندما استطاعت المملكة التلاعب في ذكرياتها. والدتها هي ملكة الأكسيد ولديها نفس قدرة شارلز وهي رؤية المستقبل . شارلز لا تستطيع استخدام سحرها بمهارة وكانت عصبية ولا تحب الأبتسام قبل ان تذهب إلى أيدولاس. كانت تضن بأنها فالعالم الحقيقي من اجل مهمة ولكن لم يكن الامر كذالك. لا تعير اهتمام لهابي برغم من معرفتها كيف يشعر وهي دوما تحمل ويندي . لم تكن مشاركة في مسابقة ألاس كلاس ولكنها ذهبت مع ليلي إلى جزيرة تينروجيما لكي تنقذ ويندي عندما تكون في خطر.
- جيلال فيرنانديس  عمره 26 سنة وهو أحد أعضاء المجلس القديم وهو أحد اصدقاء أيرزا منذ الصغر . كان في برج السماء منذ صغره ولقد امسكوا به كرهينة عندما تمرد. عندها ذهبت أولتيار ووضعت فيه شبح ويريف. لقد كذب على اصدقائه بأن أيرزا قد هربت ولا تريدهم وهاذا البرج سيكون حرياتنا عندما نكمل بنائه. عندما كان عمرة 19 عاما كان أحد أعضاء المجلس القديم وكان أحد الجواسيس هو واولتيار. كان في المجلس لكي يحقق بعض الرغبات التي يريدها. عندما رأته أيرزا قال لها بأنه الاخ التوام لجيلال. استطاع ناتسو هزيمته في برج السماء بعد ان قام جيلال بتدمير المجلس مع اولتيار واطلاق الايتيريون. بعد هزيمة ناتسو لجيلال، ضحا جيلال بحياته من اجل انقاذ أيرزا من الموت. كان يريد جيلال ضرب أيرزا ولكن سيمون صديقهم قد ضحا بحياته لحماية أيرزا من هجومه. لقد فقد ذاكرته بعد تجمده من الاتيريون وأصبح شخص طيب. لقد سجن من قبل المجلس السحري الجديد لخيانته للمجلس القديم. لقد ضهر بعد سبع سنين ولقد استطاع الهرب من المجلس مع اولتيار وميريدي لقد اخترعوا نقابة سرية تقضي على جميع النقابات السرية وهدفهم هو القضاء على زيريف. لقد شارك في مسايقة اقوى نقابة مع فيري تيل بشكل ميستوغان لكي يكتشفوا ما سر الطاقة السحرية الذي يشعرون بها كل سنة . لقد اكتشفا اثنان من المجلس بئنهوا ليسا ميستوغان وانما جيلال الهارب من العدالة.
- ميستوغان اسمه الحقيقي هو جيلال وهو الملك الحالي لعالمه أيدولاس. لقد تمرد عندما كان صغيرا وذهب إلى العالم الحقيقي، لقد التقى بي ويندي وهو من اعتنى فيها. كل فتلاة كان عالمه يفتح ثقب الانيما وكان جيلال يغلقها ولكن لم يستطع اغلاق اخر واحدا. لفد انضم إلى نقابة فيري تيل وأصبح ساحر من فئة الاس كلاس ولكن لم يكن أحد يعرف شكلة وكان ينومهم عندما يذهب إلى النقابة. لم يكن يريد ان يعرف أحد شكلة فهو يملك نفس شكل جيلال. لقد اوصل لوسي وغاجيل إلى أيدولاس مع دواء لكي يستطيعوا استخدام السحر في عالم أيدولاس. أصبح الملك عندما هزم ناتسو الذي كان يندعي بئنه الملك الجديد بعد هزيمته للملك القديم. لقد بدئة ميستوغان بي أصلاح عالمه الذي تدمر بفقده كل السحر بعد مغادرة ناتسو والاخرين.
- غيلوداتسو هو من اقوا سحرت فايري تيل وهو اسطوره لسحره فياري تيل وهو يحب المرح وفكاهي وهو والد كانا .كان عندما يعود من مهماته كان يقضي الوقت مع ناتسو وليسانا وهابي وهم صغار، فبل موت ليسانا ذهب في مهم طويلة المدة 100 سنه ولاكنه فشل فيها بسبب احدا التنانين . ذهب هو و الS كلاس والمرشحين في امتحان الs كلاس لجزيرة Tenrou التي اختفت، والتي فيها علم أنه والد كانا. بعد عودته والآخرين من جزيرة Tenrou التي دام اختفائها سبع سنين قام الماستر ماكاروف بتعينه الماستر الجديد للنقابه أي الماستر الخامس لاكنه هرب مع ترك رسالى يقول فيها انه اعاد لاكسس إلى النقابة وانه جعل الماستر السادس ماكاروف .
- فريد جاستين عمره 20 سنة وهو لم يكن يضهر كثيرا في النقابة. انهوا في فريق مع لاكسوس، بيكسلوو، أيفيرغرين ولقد هاجموا نقابتهم سوياٌ من اجل لاكسوس. يحب طثرا لاكسوس ويحترمه كثيرا، لقد حزن كثيرا عندما طرد لاكسوس من النقابة . كان أحد المختارين للاختبارات الاس كلاس وكان شريكة بيكسلوو. كان خصمهم لوسي وكانا واستطاعوا هزيمتهم بعد تظاهر فريد بالضعف امام الفتيات لكي لا يكون في نفس موستاوه لاكسوس . بعد سبع سنين كان اكثؤ أحد فرح بعد سماعه لاعودت لاكسوس إلى النقابة واصبحوا مجددا فريق مثل الصابق. فريد يستكيع التحكم بالحروف الرومانجيا بي مهارة، أي ان يضع الخصم في دائرا لا يستطيع الخروج منها فقط عندما يعمل ما طلب منه.
- إيفرغرين (ايفا) عمرها 20 سنة وهي في نفس فريق لاكسوس، فريد وبيكسلوو . انها تغار من أيرزا ولقد هزمت منها عندما هاجمة النقابة. كانت شريكة لايلفمان في اختبارات الاس كلاس ولقد هزموا ميرا بعد قولها لها باًنهم سايتجوازوا. منذ صغرها كانت تريد ان تصبح جنية ولقد انضمت لفيري تيل فقط من السم مندون أي سبب اخر. عندما ينظر أحد لاعينيها لا يستطيع الحركة ويتحجر فهذا هو سحرها.
- بيكسلوو عمره 22 سنة ويضع على عاينة قناع حديدي وعلامة فيري تيل موجودة في ليسانة. لقد هاجم نقابة فيري تيل مع لاكسوس والاخرين ولقد تحدة لوسي ولكن استطاعت لوسي الغلب علية. كان شريك فريد في اختبار الاس كلاس واستطاعت لوسي هزيمتة مجددا مع كانا. يحب جدا لاكسوس مثل فريد وايفا.
- ايدولاس هو العالم الموازي للعالم الحقيقي وكان يفتقر للسحر بسبب ملكهم الذي كان يئخوذ كل السحر له ويغلق كل النقابات لكي يكون السحر فقط له. كان يفتحوا ثقب اسمه انيما الذي كان يسحب السحر من العالم الحقيقي ويذهب إلى عالمهم.ثقب الانيما هو الثقب الذي سحب ليسانا الحقيقيا عندما ماتت ليسانا من أيدولاس، لكي لا يخسر أي سحر. لقد فتحوا أكبر ثقب وهو الذي اخاذا كل المملكة لأيدولاس وتحولوا إلى لاكريما لكي يصنعوا منها طاقة سحريا. بعد انقاض أيدولاس من ملكهم بسبب فيري تيل اصبحا ميستوغان شبيه جيلال الملك.في عالم أيدولاس كان يعيش شعب أسمه أليكسيج وهم عبارا عن قطط تتكلم وتصتطيعوا الطياران.انهوا وطن هابي وشارلز، عندما ملكة اليكسيد تنبئت بكارثا ارسلت كل البيوض للعالم الحقيقي لكي لا يتئذوا بلكارثا. عندما فتح الانيما لي اخر مرة أعاد مملكة فيوري إلى العالم الحقيقي وكل سكان ألاكسيد . وبعدها بدئا ميستوغان بإصلاح عالم أيدولاس.
- جزيرة تينروجيما هي الجزيرة التي اقاموا فيها اختبار الاس كلاس في سنة X784 ويوجد فيها قبر ميفيس الماستر الأول لنقابة فيري تيل . في الجزيرة يوجد شجرة كبيرة وهي تمد أعضاء النقابة بالطاقة.الاعصاء الذي ذهبوا إلى جزيرة تينروجيما هم: ماستر ماكاروف، أيرزا، غيليدارتسو، ميرا، ناتسو، هابي، كانا، لوسي، غراي، لوكي، جوفيا، ليسانا، أيفرغرين، أيلفمان، فريد، بيكسلوو، ويندي وميستو أحد أعضاء المجلس وكان يتجسس على فيري تيل وايضاٌ لاكسوس الذي ساعدهم بالقتال. لقد هاجمت نقابة جريمو هارت على فيري تيل وكانوا يريدون الحصول على ويريف الساحر الاسواد الوسطوري الذي كان يعيش في جزيرة تينروجيما. لقد استطاعت فيري تيل القضاء على نقابة جريمو هارت ولكن استدعا زيريف تنين اسمه اكنولوغيا وكاد ان يقضا على أعضاء فيري تيل اولا تجميد ميفيس لهم . لقد اخفت الجزيرة حتى لا يكتشف أحد باًنهم متجمدين، ولقد اضهرت الجزبرة بعد سبع سنين أي بعد ان انتها تجميدهم.

## التنانين التي ذكرت
- إجنيل ملك تنانين النار «والد ناتسو»
- ميتليكانا تنين الحديد «والد جاجيل»
- جراندين تنين السماء «والد ويندي»
- سيكيادارم تنين الظلال «والد روغ»
- وايسلوقيا تنين الضوء «والد ستينغ»

التنانين التي هجمت على القصر
- اطلاس فلايم تنين النار
- زيلكونيس تنين اليشع
- ماذغيريا تنين السماء
- سيزار ران
- ليفايا

## نقابات الظلام
اوراشيون سايس
جريمو هارت
تارتاروس

### نقابة أيزنفالد
- إليغور
- كاغياما
- كاراكا

#### نقابة جريمو هارت
- هاديس انهو الماستر الثاني لنقابة فيري تيل ولقد ذهب إلى جزيرة تينروجيما من اجل الحصول على زيريف. في نفس الوقت كان متواجد بعض أعضاء نقابة فيري تيل الذي كانوا يخوضوا اختبار الاس كلاس فاشن هاديس حرب عليهم. استكاع ناتسو التغلب على هاديس بامساعدة لاكسوس والاخرين ولكن بعدها التقا بازيريف، ثمها استدعا زيريف اكنولوغيا. ماستر هاديس كان طيبا ولكن كان دوما يفكر ما هو السحر الحقيقي ولذالك فكر ان ينضم إلى نقابة مضلمة والذهاب معن لالحصول على زيريف. بعد تخليه عن نقابة فيري تيل وجعل ماكاروف الماستر الثالث بدئة رحلته واصبحت نقابته من اقوى ثلاث نقابات مصلمة. هو الذي علم اولتيار كيف تستخدم سحرها.
- بلونوت انهو قوي جدا ويستطيع التحكم بالجاذبيا لم يستطع ناتسو هزيمته حتى بعد حصول كانا على fairy glitter. استطاع غيليدارتس هزيمتة بعد استخفافه باكانا وبقية أعضاء النقابة.
- اولتيا ميلكوفيك انها ابنة اور، في صغرها اخذتها والدتها إلى مركز يهتم باصحة الأطفال. ولكن المركز الصحي قد كذب على اور بقوله باًن اولتيار قد ماتت بسبب ضعفها، ولكن لقد احتجزها المركز بسبب القوى الهاًلى في داخلها. استطاعة الهرب والتقت القاء باًمها ولكن راًتها مع غراي وليون فاضنت باًنها لا تحبها ولا تهتم باًمرها. رجعت إلى المركز وطلبت منهم ان يضيفوا طاقة سحريا في داخلها. بعد زمن لقد وجدها هاديس وعلمها عن السحر الضاعئ، التلاعب بالزمن. بعد ان كبرة وجدت ميريدي في المدينة الضي قد دمرتها اولتيار بانفسها، لقد طبرتها واعتبرتها كامها. هي الذي قد وضعت شبح في داخل جيلال واستخدمته اسم زيريف لكي يصدق باًن الشبح الذي بداخلة هو زيريف. كانت جاسوسا في المجلس السحري وتندعي باًنها كانت تتجسس مع جيلال والكنها كانت تضحك على الاثنين. حلمها هو الاًلتقاء بازيريف وتعيش معه في مكان يوجد في فقط السحر الحقيقي. لقد تواجهت مع غراي في جزيرة تينروجيما واستطاع غلاي ان يهزمها بعد قوله لها عن امها اور، بعدها حاولت ان تنتحر ولكن ميريدي انقضتها. انسجنت لعدت اسباب ولكنها استطاعت الهرب واخرجت معها ميريدي الذي أيضا سجنة وجيلال. شكلوا نقابة سرية تقضي على كل النقابات المظلمة ويريدون ايجاد زيريف لكي يقضوا عليه.
- زانكرو
- ميريدي لقد فقدت اهلها، اصدسقاًها ومدينتها بسبب اولتيار، زانكرو وكاين هيكارو الذي قد دمروها. لقد وجدتها اولتيار ولقد اعتنت بها ولكن لم تكن تعرف باًن اولتيار قد دمرت بلدتها بنفسها.
- ازوما
- كين
- روستايروز

## نقابة اوراشيون سيس
- زيرو
- برين
- كوبرا
- انجل
- ريسر
- ميد نايت
- العين الثاقبة

## مستخدمي سحر قاتل التنين
- ناتسو دراغنيل قاتل تنين النار «الجيل الأول»
- غاجيل قاتل تنين الحديد «الجيل الأول»
- ويندي قاتلة تنين السماء «الجيل الأول»
- لاكسوس قاتل تنين الرعد «الجيل الثاني»
- كوبرا قاتل تنين السم «الجيل الثاني»
- الإله سيرينا اكل 8 لاكريما ''الجيل الثاني''
- ستينغ قاتل التنين الأبيض «الجيل الثالث»
- روغ قاتل تنين الظلال «الجيل الثالث»
- زيريف' قاتل تنين الرعد«الجيل الثالث»

## ملك التنانين
هو قاتل تنين منذ 400 عام راق دماء الكثير من التنانين الحليفة له، حتى أصبحت بشرته تشبه التنانين وظهرت له أنياب وجناح أسود فأصبح يدعى ملك التنانين،
وقد تحول إلى تنين، اسمه أكونولوقيا وهو الذي دمر جزيرة تنروجيما «جزيرة فيري تيل المقدسة» في الحلقة 122 , وهو الذي سيحكم العالم بعد 7 سنوات كما قول رويس المستقبلي